# Landon Wilson
Landon Wilson (Brockton, 13 marzo 1975) è un ex hockeista su ghiaccio statunitense professionista; che giocava nel ruolo di ala. Ha giocato nella National Hockey League con la maglide dei Colorado Avalanche, dei Boston Bruins, dei Phoenix Coyotes, dei Pittsburgh Penguins e dei Dallas Stars.

## Statistiche
Statistiche aggiornate a luglio 2012.

### Club
| Stagione | Squadra                 | Stagione regolare | Stagione regolare | Stagione regolare | Stagione regolare | Stagione regolare | Stagione regolare | Playoff | Playoff | Playoff | Playoff | Playoff |
| Stagione | Squadra                 | Lega              | P                 | G                 | A                 | Pt                | PIM               | P       | G       | A       | Pt      | PIM     |
| -------- | ----------------------- | ----------------- | ----------------- | ----------------- | ----------------- | ----------------- | ----------------- | ------- | ------- | ------- | ------- | ------- |
| 1992-93  | Dubuque Fighting Saints | USHL              | 43                | 29                | 36                | 65                | 284               |         |         |         |         |         |
| 1993-94  | Univ. of North Dakota   | NCAA              | 35                | 18                | 15                | 33                | 147               |         |         |         |         |         |
| 1994-95  | Union College           | NCAA              | 31                | 7                 | 16                | 23                | 141               | -       | -       | -       | -       | -       |
|          | Cornwall Aces           | AHL               | 8                 | 4                 | 4                 | 8                 | 25                | 13      | 3       | 4       | 7       | 68      |
| 1995-96  | Colorado Avalanche      | NHL               | 7                 | 1                 | 0                 | 1                 | 6                 | -       | -       | -       | -       | -       |
|          | Cornwall Aces           | AHL               | 53                | 21                | 13                | 34                | 154               | 8       | 1       | 3       | 4       | 22      |
| 1996-97  | Providence Bruins       | AHL               | 2                 | 2                 | 1                 | 3                 | 2                 | 10      | 3       | 4       | 7       | 16      |
|          | Colorado Avalanche      | NHL               | 9                 | 1                 | 2                 | 3                 | 23                | -       | -       | -       | -       | -       |
|          | Boston Bruins           | NHL               | 40                | 7                 | 10                | 17                | 49                | -       | -       | -       | -       | -       |
| 1997-98  | Providence Bruins       | AHL               | 42                | 18                | 10                | 28                | 146               | -       | -       | -       | -       | -       |
|          | Boston Bruins           | NHL               | 28                | 1                 | 5                 | 6                 | 7                 | 1       | 0       | 0       | 0       | 0       |
| 1998-99  | Boston Bruins           | NHL               | 22                | 3                 | 3                 | 6                 | 17                | 8       | 1       | 1       | 2       | 8       |
|          | Providence Bruins       | AHL               | 48                | 31                | 22                | 53                | 89                | 11      | 7       | 1       | 8       | 19      |
| 1999-00  | Providence Bruins       | AHL               | 17                | 5                 | 5                 | 10                | 45                | 9       | 2       | 3       | 5       | 38      |
|          | Boston Bruins           | NHL               | 40                | 1                 | 3                 | 4                 | 18                | -       | -       | -       | -       | -       |
| 2000-01  | Phoenix Coyotes         | NHL               | 70                | 18                | 13                | 31                | 92                |         |         |         |         |         |
| 2001-02  | Springfield Falcons     | AHL               | 2                 | 2                 | 1                 | 3                 | 2                 | -       | -       | -       | -       | -       |
|          | Phoenix Coyotes         | NHL               | 47                | 7                 | 12                | 19                | 46                | 4       | 0       | 0       | 0       | 12      |
| 2002-03  | Phoenix Coyotes         | NHL               | 31                | 6                 | 8                 | 14                | 26                |         |         |         |         |         |
| 2003-04  | Phoenix Coyotes         | NHL               | 35                | 1                 | 3                 | 4                 | 16                | -       | -       | -       | -       | -       |
|          | Pittsburgh Penguins     | NHL               | 19                | 5                 | 1                 | 6                 | 31                |         |         |         |         |         |
| 2004-05  | Blues                   | SM-liiga          | 37                | 8                 | 11                | 19                | 80                |         |         |         |         |         |
| 2005-06  | Davos                   | NLA               | 36                | 27                | 14                | 41                | 127               | 11      | 5       | 3       | 8       | 40      |
|          |                         | ECC               | 2                 | 2                 | 1                 | 3                 | 4                 | -       | -       | -       | -       | -       |
|          |                         | Spengler Cup      | 3                 | 1                 | 3                 | 4                 | 4                 | -       | -       | -       | -       | -       |
| 2006-07  | Lugano                  | NLA               | 35                | 20                | 11                | 31                | 67                | 6       | 3       | 2       | 5       | 12      |
|          |                         | ECC               | 2                 | 0                 | 1                 | 1                 | 4                 | -       | -       | -       | -       | -       |
| 2007-08  | Lugano                  | NLA               | 30                | 13                | 7                 | 20                | 67                | -       | -       | -       | -       | -       |
|          |                         | Playout           | 3                 | 4                 | 0                 | 4                 | 2                 | -       | -       | -       | -       | -       |
| 2008-09  | Dallas Stars            | NHL               | 27                | 2                 | 6                 | 8                 | 21                |         |         |         |         |         |
|          | Grand Rapids Griffins   | AHL               | 15                | 8                 | 7                 | 15                | 37                |         |         |         |         |         |
| 2009-10  | Texas Stars             | AHL               | 11                | 4                 | 1                 | 5                 | 11                | 19      | 1       | 6       | 7       | 20      |

### Nazionale
| Stagione | Livello | Risultati    | Risultati | Risultati | Risultati | Risultati | Risultati |
| Stagione | Livello | Competizione | P         | G         | A         | Pt        | PIM       |
| -------- | ------- | ------------ | --------- | --------- | --------- | --------- | --------- |
| 1994-95  | USA U20 | WJC-20       | 7         | 3         | 2         | 5         | 37        |
| 2000-01  | USA     | WC           | 9         | 1         | 1         | 2         | 4         |

## Palmarès

### Club
- IIHF European Champions Cup: 1

 Lugano: 2007

### Individuale
- AHL First All-Star Team: 1

1998-1999
- NCAA Rookie of the Year: 1

1993-1994: